# Autobahn Shanghai–Xi’an
Die Autobahn Shanghai–Xi’an oder Hushan-Autobahn (chinesisch 沪陕高速公路, Pinyin Hùshǎn gāosù gōnglù, englisch Hushan Expressway), chin. Abk. G40, ist eine im Jahr 2011 fertiggestellte Autobahn in China, die eine Länge von 1490 km aufweist. Sie beginnt im Nordosten der Metropole Shanghai und führt zunächst über das Shanghai-Changjiang-Daqiao-Tunnel-Brücke-System sowie über die 2011 eröffnete Brücke Chongqi Daqiao über die Arme des Jangtsekiang kurz vor dessen Mündung ins Ostchinesische Meer. Anschließend führt die Autobahn in westlicher Richtung über Nanjing, Hefei und Nanyang nach Xi’an in der Provinz Shaanxi.